# Вороновский сельский округ (Московская область)
Вороновский сельский округ — упразднённая административно-территориальная единица, существовавшая на территории Подольского района Московской области в 1994—2006 годах.
Вороновский сельсовет был образован в первые годы советской власти. По данным 1919 года он входил в состав Вороновской волости Подольского уезда Московской губернии.
В 1920 году Вороновский с/с был упразднён, а его территория передана в Косовский с/с.
В 1922 году Вороновский с/с был восстановлен.
В 1926 году Вороновский с/с включал село Вороново, а также почтовое отделение, больницу, сельскохозяйственное товарищество, ВИК и ветеринарный пункт.
В 1929 году Вороновский сельсовет вошёл в состав Краснопахорского района Московского округа Московской области.
17 июля 1939 года к Вороновскому с/с был присоединён Косовский с/с (селения Косовка, Львово и Семенково).
4 июля 1946 года Краснопахорский район был переименован в Калининский.
14 июня 1954 года к Вороновскому с/с был присоединён Юрьевский с/с.
22 июня 1954 года из Бабенского с/с в Вороновский были переданы селения Новогромово, Сахарово и Ясенки.
25 апреля 1956 года из Бабенского с/с в Вороновский были переданы селения Ивлево, Михалево, Покровское, Усадище и Юдановка.
7 декабря 1957 года Калининский район был упразднён и Вороновский с/с вошёл в Подольский район.
17 марта 1959 года к Вороновскому с/с был присоединён Бабенский с/с.
1 февраля 1963 года Подольский район был упразднён и Вороновский с/с вошёл в Ленинский сельский район. 11 января 1965 года Вороновский с/с был возвращён в восстановленный Подольский район.
6 марта 1975 года в Вороновском с/с были упразднены деревни Шубино и Щитово.
30 мая 1978 года в Вороновском с/с были упразднены селения Бутырки и Логиново.
22 января 1987 года в Вороновском с/с были упразднены селения Беляево, Логиново, Старое Свитино и Усадище.
3 февраля 1994 года Вороновский с/с был преобразован в Вороновский сельский округ.
В ходе муниципальной реформы 2004—2005 годов Вороновский сельский округ прекратил своё существование как муниципальная единица. При этом все его населённые пункты были переданы в сельское поселение Вороновское.
29 ноября 2006 года Вороновский сельский округ исключён из учётных данных административно-территориальных и территориальных единиц Московской области.